# Zakochani widzą słonie
Zakochani widzą słonie (duń. Voksne mennesker) – duńsko-islandzki komediodramat filmowy z 2005 roku w reżyserii Dagura Káriego. Film zrealizowany został na taśmie czarno-białej i zawierał tylko jedno kolorowe ujęcie trwające około 5 sekund.
Młody mieszkaniec Kopenhagi, Daniel (Jakob Cedergren) utrzymuje się z malowania graffiti na zamówienie. Jego przyjaciel Morfar (Nicolas Bro) pracuje w klinice, zajmującej się obserwacją osób cierpiących na zaburzenia snu. Obydwóm podoba się ta sama dziewczyna, pracująca w piekarni Franc (Tilly Scott Pedersen).